# Везище
Везище (хорв. Vezišće) — населений пункт у Хорватії, у Загребській жупанії у складі громади Криж.

## Населення
Населення за даними перепису 2011 року становило 269 осіб.
Динаміка чисельності населення поселення:

## Клімат
Середня річна температура становить 11,09 °C, середня максимальна – 25,90 °C, а середня мінімальна – -6,02 °C. Середня річна кількість опадів – 870 мм.
| Клімат поселення                              | Клімат поселення | Клімат поселення | Клімат поселення | Клімат поселення | Клімат поселення | Клімат поселення | Клімат поселення | Клімат поселення | Клімат поселення | Клімат поселення | Клімат поселення | Клімат поселення | Клімат поселення |
| Показник                                      | Січ.             | Лют.             | Бер.             | Квіт.            | Трав.            | Черв.            | Лип.             | Серп.            | Вер.             | Жовт.            | Лист.            | Груд.            |                  |
| Середній максимум, °C                         | 6,42             | 8,59             | 13,14            | 17,56            | 22,70            | 25,90            | 25,12            | 24,30            | 20,38            | 15,28            | 9,64             | 5,41             |                  |
| Середня температура, °C                       | 0,20             | 2,37             | 6,90             | 11,33            | 16,48            | 19,67            | 21,12            | 20,30            | 16,39            | 11,27            | 5,64             | 1,42             |                  |
| Середній мінімум, °C                          | −6,02            | −3,86            | 0,70             | 5,12             | 10,26            | 13,45            | 17,13            | 16,30            | 12,39            | 7,26             | 1,63             | −2,59            |                  |
| Норма опадів, мм                              | 52               | 50               | 58               | 69               | 78               | 91               | 78               | 82               | 78               | 81               | 87               | 66               |                  |
| Середньомісячна швидкість вітру, м/с          | 1.90             | 2.10             | 2.50             | 2.37             | 2.20             | 2.00             | 1.91             | 1.80             | 1.80             | 1.80             | 1.90             | 1.90             |                  |
| Середньомісячна сонячна радіація, кДж/м²·день | 4212             | 6949             | 10710            | 15189            | 19398            | 21418            | 22497            | 19625            | 14476            | 8886             | 4658             | 3396             |                  |
| --------------------------------------------- | ---------------- | ---------------- | ---------------- | ---------------- | ---------------- | ---------------- | ---------------- | ---------------- | ---------------- | ---------------- | ---------------- | ---------------- | ---------------- |
| Джерело:                                      |                  |                  |                  |                  |                  |                  |                  |                  |                  |                  |                  |                  |                  |